# Falcon (гвинтівка)
Falcon (Сокіл) — чеська великокаліберна снайперська гвинтівка, що випускається підприємством ZVI.
Для стрільби з Falcon застосовуються гвинтівкові патрони калібру 12,7 × 108 мм (M99B-I, M06) або 12,7 × 99 мм (M99B-II). Затвор маузерівського типу, магазин незнімний, на 2 патрони, скомпоновано за схемою Буллпап.
Гвинтівка комплектується оптичним прицілом.

## Користувачі
- Чехія
- Україна — в 2022 році, під час російського вторгнення в Україну, 26 лютого Міністерство оборони Чехії повідомило про відправлення в Україну, серед іншої термінової військової допомоги, 19 гвинтівок Falcon[1].